# Museo della civiltà contadina e delle tradizioni della Repubblica di San Marino
Il Museo della civiltà contadina e delle tradizioni della Repubblica di San Marino si trova in una casa di Fabrica, una casa padronale del '700 presso San Marino città ed è gestito dal Consorzio Cooperativo Agricolo Terra di San Marino.
È stato aperto nel 2009 e riproduce una casa rurale sammarinese di inizio '900.